# آرتور ماز ئی گاوارو
آرتور ماز ئی گاوارو (به کاتالان: Artur Mas i Gavarró)سیاستمدار کاتالان است که از ۲۰۱۰ تا ۲۰۱۶ ریاست دولت کاتالونیا را بر عهده داشت. او همچنین رئیس حزب لیبرال ناسیونالیست همگرایی دمکراتیک کاتالونیا (CDC) است.
ماز اقتصاددان است و مدرک خود را از دانشگاه بارسلونا دریافت کرده، و به انگلیسی و فرانسوی و نیز زبان کاتالان و اسپانیولی مسلط است ایدئولوژی او از دیدگاه اقتصادی به سوی لیبرال گرایش دارد و به طور فزاینده حامی استقلال‌طلبی کاتالان است. از دیدگاه اجتماعی او برنامه‌ای معتدل را در خصوص مسایل متعدد نظیر حقوق همجنس‌گرایی، ولی نه ازدواج همجنس و از بحث آزاد در حزبش در خصوص سقط جنین حمایت کرده است.